# Афтон (Нью-Йорк)
Афтон (англ. Afton) — місто (англ. town) в США, в окрузі Ченанго штату Нью-Йорк. Населення — 2769 осіб (2020).

## Демографія
Згідно з переписом 2010 року, у місті мешкала 2851 особа в 1199 домогосподарствах у складі 772 родин. Було 1457 помешкань
Расовий склад населення:
| - 97,4 % — білих - 0,5 % — корінних американців - 0,5 % — чорних або афроамериканців - 0,4 % — азіатів |

До двох чи більше рас належало 1,1 %. Частка іспаномовних становила 2,0 % від усіх жителів.
За віковим діапазоном населення розподілялося таким чином: 22,0 % — особи молодші 18 років, 60,5 % — особи у віці 18—64 років, 17,5 % — особи у віці 65 років та старші. Медіана віку мешканця становила 44,3 року. На 100 осіб жіночої статі у місті припадало 97,0 чоловіків;  на 100 жінок у віці від 18 років та старших — 96,0 чоловіків також старших 18 років.
Середній дохід на одне домашнє господарство  становив 73 938 доларів США (медіана — 51 839), а середній дохід на одну сім'ю — 73 300 доларів (медіана — 71 779). Медіана доходів становила 41 694 долари для чоловіків та 38 500 доларів для жінок. За межею бідності перебувало 12,0 % осіб, у тому числі 16,7 % дітей у віці до 18 років та 7,4 % осіб у віці 65 років та старших.
Цивільне працевлаштоване населення становило 1156 осіб. Основні галузі зайнятості: освіта, охорона здоров'я та соціальна допомога — 22,1 %, виробництво — 16,7 %, роздрібна торгівля — 15,2 %.